# Ведмідь (п'єса)
«Ведмідь» —  комедійна п'єса на одну дію російського письменника Антона Чехова, написана в 1888 році. 
Вперше п'єса була поставлена в Москві в театрі Ф. А. Корша  28 жовтня 1888 року. Чехов посвятив комедію своєму другові актору Миколі Соловцову, який виконав роль Смирнова на прем'єрній виставі.

## Дійові особи
- Олена Іванівна Попова — вдова з ямочками на щічках, поміщиця
- Григорій Степанович Смирнов — нестарий поміщик
- Лука — лакей Попової, старий дідусь

## Переклади українською
Українською мовою п'єсу переклали Йосип Стадник та Антін Хуторян.

## Екранізації
- 1938 — «Ведмідь» (рос. «Медведь») — білоруський радянський художній фільм реж. Ісидора Анненського.
- 2008 — «Стріляй, негайно!» (рос. «Стреляй немедленно!») — російськомовний телефільм 2008 року режисера Віллена Новака за сюжетом водевілю «Ведмідь».